# Schönefeld

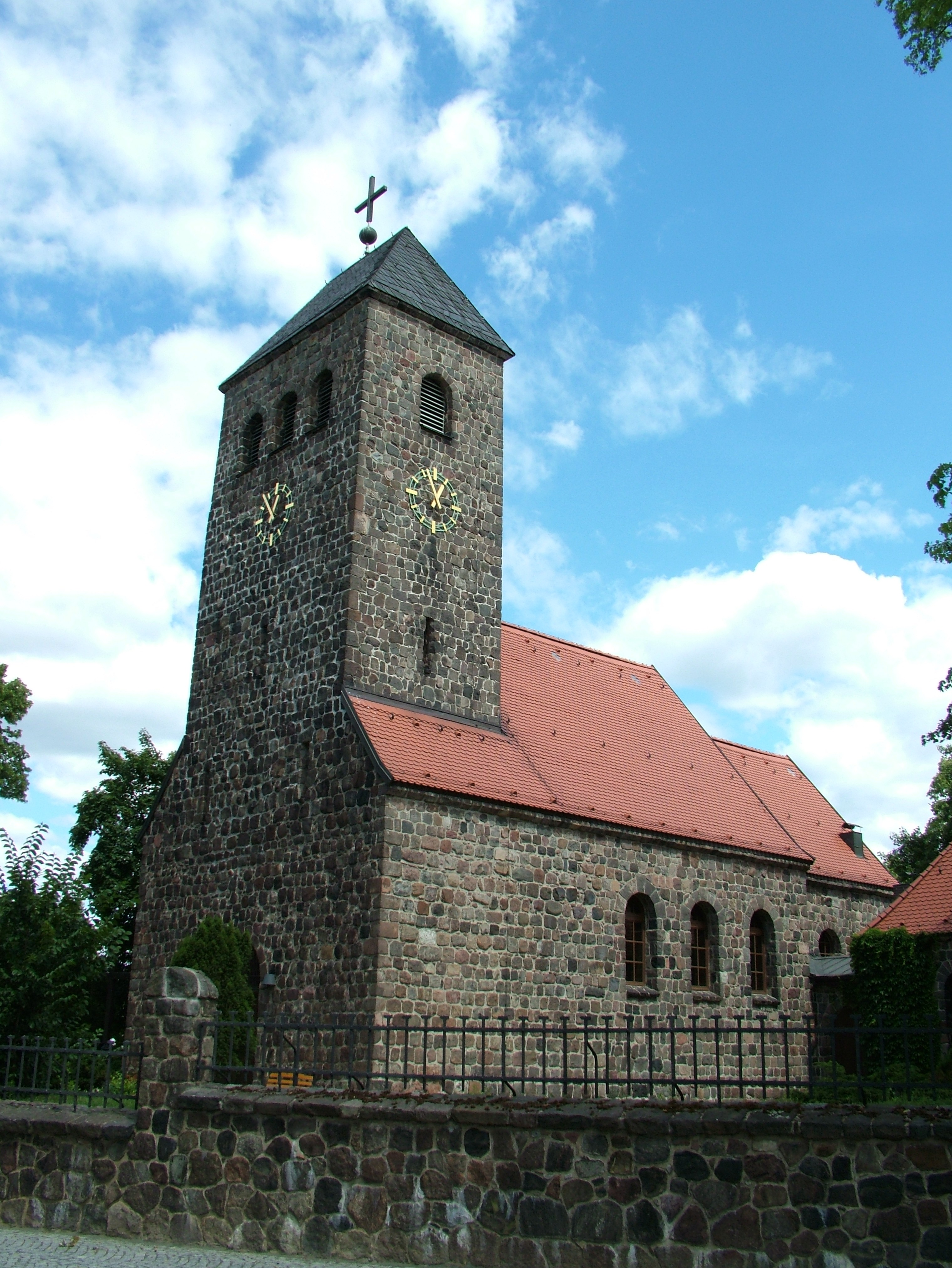
Kościół

Schönefeld – gmina w Niemczech w kraju związkowym Brandenburgia, w powiecie Dahme-Spreewald.

## Geografia
Schönefeld leży bezpośrednio przy aglomeracji Berlina, na trasie drogi krajowej B179.

## Podział administracyjny
W skład gminy wchodzą następujące jednostki administracyjne:
- Großziethen
- Kiekebusch
- Selchow
- Waltersdorf
- Waßmannsdorf

## Transport
W gminie znajduje się Port lotniczy Berlin-Brandenburg, stacja Flughafen BER – Terminal 1-2 obsługująca połączenia S-Bahn, Intercity, regionalne i lokalne oraz stacja Flughafen BER – Terminal 5 obsługująca połączenia S-Bahn.